# Кнез Милош у причама
Кнез Милош у причама је збирка анегдота о животу Милоша Обреновића које је од савременика сакупио књижевник, етнограф и публициста Милан Ђ. Милићевић. Објављена је први пут у два тома, први том 1891. и други том 1908. године. Значајна је и као историјски и као етнолошки извор података о нарави кнеза Милоша.